# Station Duisburg-Entenfang
Station Duisburg-Entenfang is een spoorwegstation in het stadsdeel Wedau van de Duitse stad Duisburg. Het station ligt aan de spoorlijn Duisburg-Bissingheim - Duisburg Hauptbahnhof. Het ligt naast het meer Entenfang, dat echter volledig op het gebied van de stad Mülheim an der Ruhr ligt. Op 15 december 2019 is de treindienst gestaakt en is het station gesloten.

## Treinverbindingen

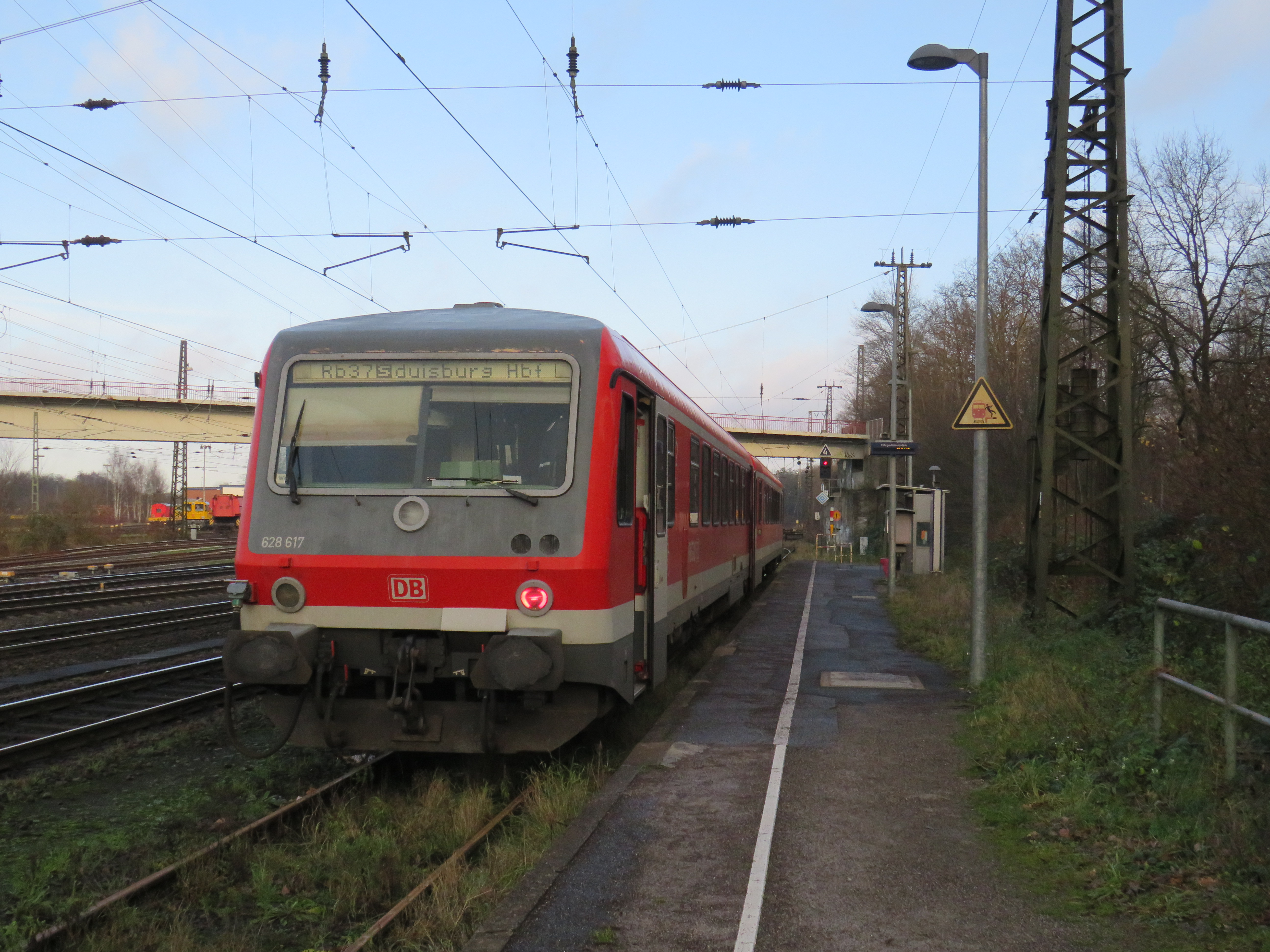
Een Baureihe 628 als RB 37 op station Entenfang

| Serie | Treinsoort                  | Route                                                                     | Bijzonderheden |
| ----- | --------------------------- | ------------------------------------------------------------------------- | -------------- |
| RB 37 | Regionalbahn (DB Regio NRW) | Duisburg Hbf – Duisburg-Wedau – Duisburg-Bissingheim – Duisburg-Entenfang | Der Wedauer    |